# Iphiaulax imitatrix
Iphiaulax imitatrix är en stekelart som beskrevs av Cameron 1887. Iphiaulax imitatrix ingår i släktet Iphiaulax och familjen bracksteklar. Inga underarter finns listade i Catalogue of Life.